# 電動発電機
電動発電機（でんどうはつでんき、MG、Motor Generator）という言葉は、下記に示す2つの異なる機械を指す意味で使われる。
1. 電動機と発電機とを直結したもの（電動の発電機）
2. 電動機と発電機とが可逆なもの（電動機にも発電機にもなるもの）

この項目ではそれぞれについて述べる。
なお、電動発電機は発電電動機（はつでんでんどうき）ともいう。

## 電動機と発電機とを直結した電動発電機

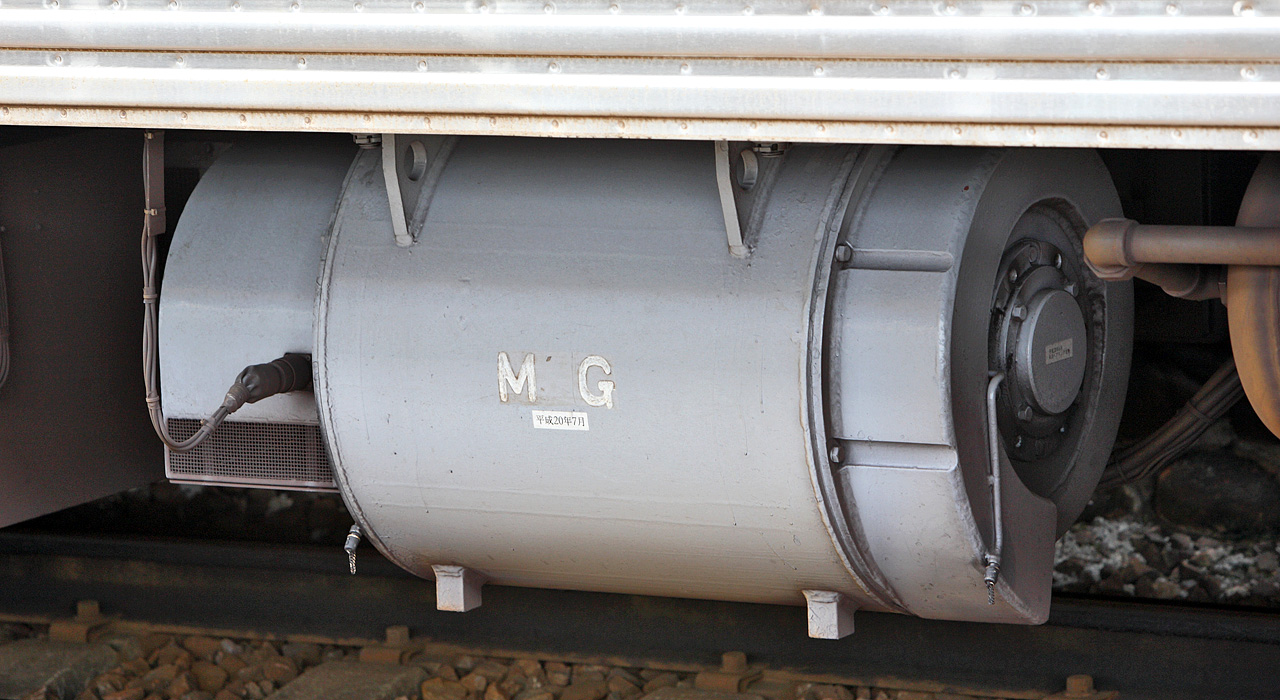
電車床下の電動発電機の例
名古屋市営地下鉄3000形電車の複巻整流子式電動発電機

電動機と発電機とを同軸で直結した電動発電機は、電力の変換を目的とする電力機器である。
交流の周波数変換もしくは直流 - 交流の変換、あるいは直流の昇圧・降圧など、トランスでは変換できない電力変換で、かつ半導体素子ではその当時の技術的な限界から変換が難しかった時期によく使われた機器であるが、現在でも稼働している機器は多数存在する。主に変電所、工場、鉄道の電気車（電気機関車、電車）などで使われている機器である。なお、直流電化された初期の電気鉄道の変電所などのように、大電流で交流から直流への変換を行う場合には、電動発電機より効率の高い「回転変流機」が用いられた。
変換元の電力を電動機に入力し、その回転運動を同軸上の発電機に伝達、発電し電気エネルギーに戻す。交流電力の周波数変換では交流電動機と交流発電機とで構成する。また、直流から交流を得るときは直流電動機と交流発電機とで、直流の電圧変換では直流電動機と直流発電機とで構成する。
変圧器が電圧変換しかできないのに対し、電動発電機では機構上、電力で発電機を作動させて発電する形となるため、電動機と発電機の組み合わせ方によって電圧変換・周波数変換・直流 - 交流変換など様々な電力変換に対応できる点が特徴であり、構造も単純であるため古くから用いられてきた。
しかし電動発電機を利用した電力変換は効率が悪いため、半導体素子の進歩により、シリコン整流器、静止型周波数変換装置、インバータなど、用途にあわせた新しい電力変換方式が普及し、電動発電機はそれらに置き換えられている。
1980年代以前に製造された古い電気機関車や電車では、主制御器を駆動する電源として用いられ、旅客車では冷房装置や室内灯などのサービス電源装置としても広く使用されており、現役の装置も少なくない。
東海道新幹線では、全線60 Hz供給の為、東京電力から供給される50 Hzを60 Hzとして供給するための周波数変換変電所があり、そこでは数台の電動発電機（10極:12極 300 rpm）が稼働している。

### ブラシレスMG

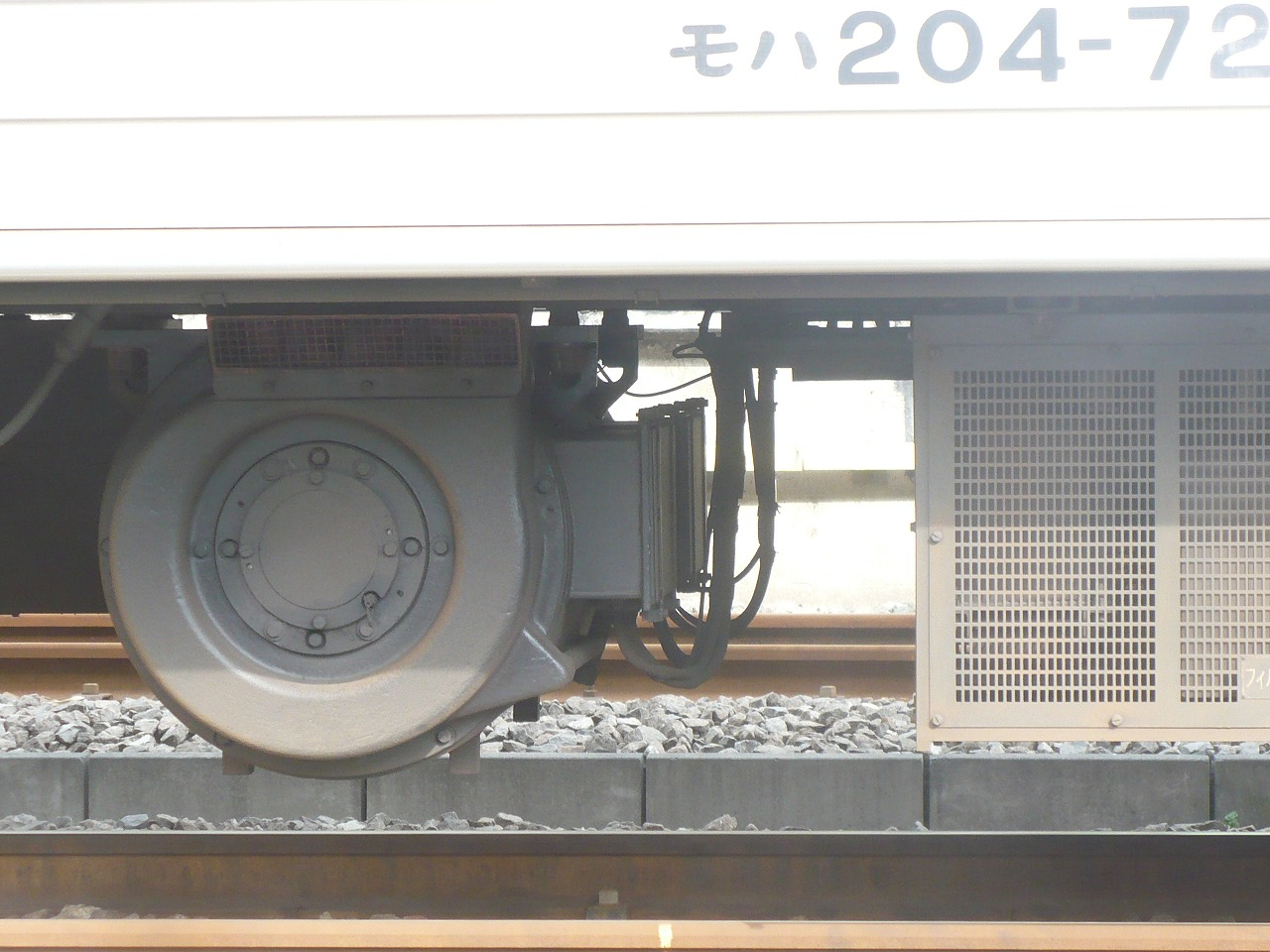
国鉄205系電車のブラシレスMG
同車ではMGは枕木方向に吊られている。

従来の電動発電機は直流電動機を使用した方式であり、必然的にブラシ・整流子など磨耗部分があり、メンテナンスには手間を要するものであった。それに対し、1980年代からブラシを廃した電動発電機が開発された。特にこれをブラシレスMG、略してBLMGと呼び、区別するようになった。
東洋電機製造では1971年（昭和46年）8月に日本初となる発電機側ブラシレスの電動発電機（MG）を開発させ、翌1972年（昭和47年）秋には世界初の完全なブラシレス電動発電機を完成させた。東洋電機製造ではこれをBLMG（ブラシレスMGの略称）という略称を使用したが、のちにこれが一般名称化した。この名称が普及する前は「無刷子電動発電機」（むさっしでんどうはつでんき）という名称も使用されていた。
BLMGは直流1,500 Vを電源にサイリスタインバータを用いて三相交流に変換し、三相交流により三相同期電動機を回転させて三相同期発電機で発電する方式である。同期電動機にはブラシがないため、直流電動機よりもメンテナンスが軽減されるものである。
しかし、依然として回転磨耗部分は残るため、根本的なメンテナンスフリーには至らず、1990年代に入ると静止形変換装置に代わられている。

### 代替となる機器
- インバータ
  - 静止形インバータ (SIV)
- 整流器
- 回転変流機

## 電動機と発電機とが可逆な電動発電機
電動発電機とは、電動機と発電機とが可逆であり兼用されるものを指す場合もある。
以下にその一例を示す。
無停電電源装置
電動発電機に、フライホイール（はずみ車）とエンジン（ディーゼルエンジンが一般的）を組み合わせ無停電電源装置として用いたもの。平常時はエンジンを切り離し、電動発電機に電力を入力しフライホイールを回転させておく。停電時にはエンジンが接続され、フライホイールの慣性（トルク）でエンジンを始動する。始動後はエンジンの動力で発電機を回し発電する。
揚水発電
水力発電所の一種である揚水発電所では、電動発電機に発電用水車とポンプ、もしくは発電用水車とポンプとが可逆なポンプ水車が直結されている。発電機として発電を行う一方、回転方向を逆に設定した上で電力を入力し電動機として揚水を行う。揚水発電所において電動発電機は、発電機としての運転が主体とされており、専ら発電電動機と呼ばれる。
セルダイナモ
小型の内燃機関において、始動時にはセルモーター（スターターモーター）として動作し、始動後はダイナモとして動作する部品。かつては小排気量の自動車やオートバイに使用されたが、発電機が直流のダイナモから、より発電能力が高い交流のオルタネーターに取って替わられ、廃れた。現代の自動車やオートバイはセルモーターとオルタネーターを個別に装備している。
ハイブリッドカー、電気自動車
コンピュータで制御された電動発電機は、バッテリーからの電力を用いて走行し、また減速時には発電しバッテリーに電力を蓄える（回生減速する）ことでガソリンエンジンの苦手とする部分を補い、排出ガスを抑制し燃費を向上させる。
スターターゼネレーター
重量に対する制限の厳しいヘリコプターにおいては、始動用のスターター（直流電動機）と発電用のゼネレーター（直流発電機）が兼用されている。発電についてはオルタネーター（交流発電機）を備える機種もある。